# Піта австралійська
Піта австралійська (Pitta iris) — вид горобцеподібних птахів родини пітових (Pittidae).

## Поширення
Ендемік Австралії. Поширений між Арнемлендом і Кімберлі на півночі країни. Середовище проживання виду представлене ділянками лісу з густим підліском.

## Опис
Дрібний птах, завдовжки до 19 см, вагою 47—77 г. Це птахи з округлим тілом, масивною статурою, короткими крилами і хвостом, міцними ногами, великою головою з товстим дзьобом. Спина зелена. Крила теж зелені з синьо-бірюзовою смужкою. Обличчя, потилиця, підборіддя, лоб і верхівка чорні. Світло-сіра брова проходить від основи дзьоба до потилиці. Груди і живіт ліщиново-помаранчеві, а горло жовтувате. Хвіст у верхній частині синюватий і червоно-помарнчевий знизу, як і гузка. Дзьоб чорнуватий, очі карі, ноги тілесного кольору.

## Спосіб життя
Харчується равликами, хробаками, комахами та іншими безхребетними, яких знаходить на землі в густому підліску.

## Підвиди
- Pitta iris iris;
- Pitta iris johnstoneiana Schodde & Mason, 1999.